# هنری کولکا
هنری کولکا (انگلیسی: Henry Kulka; ۲۹ مارس ۱۹۰۰ – ۹ مهٔ ۱۹۷۱) معمار اهل نیوزیلند بود.